# Jeanne Duval
Jeanne Duval (Porto Príncipe, 18 de novembro de 1818 – Saint-Denis, 20 de dezembro de 1868) foi uma atriz e dançarina haitiana, musa e companheira do poeta e crítico de arte francês Charles Baudelaire. Eles se conheceram em 1842, quando Duval deixou o Haiti pela França. Desde então, os dois mantiveram um longo romance e, ao longo de vinte anos, viveram juntos, separaram-se, romperam e reconciliaram-se muitas vezes.
A princípio, Baudelaire instala Duval no n.° 6 da rue de la Femme-sans-tête (rua da Mulher sem cabeça), atual rue Le Regrattier, nas proximidades do hôtel Pimodan, Quai d'Anjou, na Île Saint-Louis, onde ele mesmo morava.
Duval é considerada como a mulher que o poeta mais amou na vida, depois de sua mãe, e a ela dedicou os poemas Le balcon, Parfum exotique, La chevelure, Sed non satiata, Le serpent qui danse e Une charogne. Baudelaire costumava chamá-la "a amante das amantes" ou sua "vênus negra". Acredita-se, dentro da visão predominante dos meados do século XIX, que, para ele, Duval simbolizava a beleza perigosa, a sensualidade e o mistério de uma mulata.
É possível que Manet, velho amigo de Baudelaire, tenha retratado Duval em A amante de Baudelaire, reclinada (1862). Todavia há alguma controvérsia em torno do retrato. Ela estaria, àquela altura, ficando cega e morreria de sífilis pouco depois. Baudelaire morreria cinco anos após, em 1867, também de sífilis.
Havia quem dissesse que Duval fosse viciada em drogas, embora não haja comprovação. Mas é certeza que Baudelaire era viciado em ópio e haxixe. Outras fontes dizem também que Duval teria sobrevivido a Baudelaire. Felix Nadar, velho amigo de Baudelaire, afirma ter visto Duval, em 1870, usando muletas e sofrendo severamente em decorrência da sífilis.
O sobrenome de Jeanne é até hoje duvidoso — podendo ser mesmo Duval ou Lemer, Lemaire ou mesmo Prosper.